# Блэк, Эми
Эми Блэк (англ. Amy Black; 17 сентября 1973 года, Хидон, Йоркшир, Великобритания — 24 ноября 2009 года, Великобритания) — британская оперная певица.

## Биография

### Детство и юность
Эми Блэк родилась 17 сентября 1973 года в Хидоне (Йоркшир, Великобритания). Окончила Королевскую академию музыки.

### Карьера
Свою карьеру Эми начала в 1990-х годах. Участвовала в опере «Кармен», где сыграла Мерседес, принимала активное участие и в других операх. Работала в нескольких театрах. Также в 1990-х она активно гастролировала по Европе, выступала в таких странах, как: Швейцария, Германия и другие.
В 1999 году Эми представляла Англию в конкурсе Мирьям Хелин в Хельсинки (Финляндия). В 2000 году также представляла страну в конкурсе «Llangollen International Singer». В 2002 году вышла в финал конкурса «Royal Overseas League Competition».
Она никогда не забывала своего родного города и продолжала петь в хоре местной церкви.

### Проблемы со здоровьем и смерть
В начале 2009 года у Эми обнаружились проблемы с сердцем. У певицы был двустворчатый аортальный клапан (ДАК) сердца. Женщина подверглась операции на сердце. После операции Эми не могла петь в течение трёх месяцев, она вернулась к работе в октябре 2009.
Проблемы с сердцем вновь дали о себе знать и 24 ноября 2009 года 36-летней Эми Блэк не стало. Проститься с певицей пришло несколько сотен людей, включая её родственников, друзей и коллег.
В 2010 году она должна была принять участие в постановке оперы «Идоменей».